# Vagina Witchcraft
Vagina Witchcraft — канадський хеві-метал гурт з Вінніпегу, Манітоба, створений у 2018 році.

## Історія
Кайла Фернандес каже, що ідея гурту виникла після зустрічі з гуртом Cancer Bats на фестивалі Manitoba Metalfest у 2018 році.
«Мене запросили на сцену під час однієї з їхніх пісень, я заспівала з ними пісню, і все пройшло досить добре. Через пару тижнів ми з моїм партнером Діланом Селларом трохи тренувалися, моя поезія та його музика, а потім з нами зв’язався Майк Пітерс, барабанщик гурту Cancer Bats та [засновник сайд-проекту] AGAPITO.»
«Він запитав мене, чи була я в гурті, і чи готові ми грати з AGAPITO, Vampire і Witchtrip, тому Ділан зв’язався зі своїми друзями Джулієн Рієл і Сеппель Саюнлуст, і ми стали гуртом. Ми зіграли наш перший концерт 31 серпня 2018 року з ними в Good Will Social Club, а решта вже історія.»
«Я б точно описала нашу музику як бойовий клич, благання про розуміння у світі, наповненому невіглаством і нетерпимістю», — каже вокалістка гурту, Кайла Фернандес.
20 жовтня 2020 року гурт Vagina Witchcraft випустив дебютний однойменний альбом, який потрапив у довгий список музичної премії 2021 Polaris Music Prize. Окрім відзнаки Polaris, у травні 2021 року гурт також отримав нагороду Western Canadian Music Award як найкращий виконавець року в жанрі Metal & Hard Music.

## Учасники гурту
- Кайла Фернандес (Kayla Fernandes) — вокал,
- Ділан Селлар (Dylan Sellar) — гітара/барабани,[5]
- Сеппель Саюнлуст (Seppel Saünlust) — бас-гітара/гітара,[5]
- Джулієн Рієл (Julien Riel) — барабани/бас-гітара[6][5]

## Дискографія
Альбоми
- Vagina Witchcraft (20 жовтня 2020 року)[5]

Сингли
- Mercury (пісня з альбому Vagina Witchcraft, запис наживо на UMFM 101.5 Вінніпег, MB 2020)[7]
- ALVVAYS (перший сингл з майбутнього мініальбому Vol. 1)[8]